# Zofia Żeleńska
Zofia Żeleńska z domu Pareńska (ur. 7 kwietnia 1886 w Krakowie, zm. 13 maja 1956 w Warszawie) – pierwowzór Zosi z Wesela Stanisława Wyspiańskiego.

## Życiorys

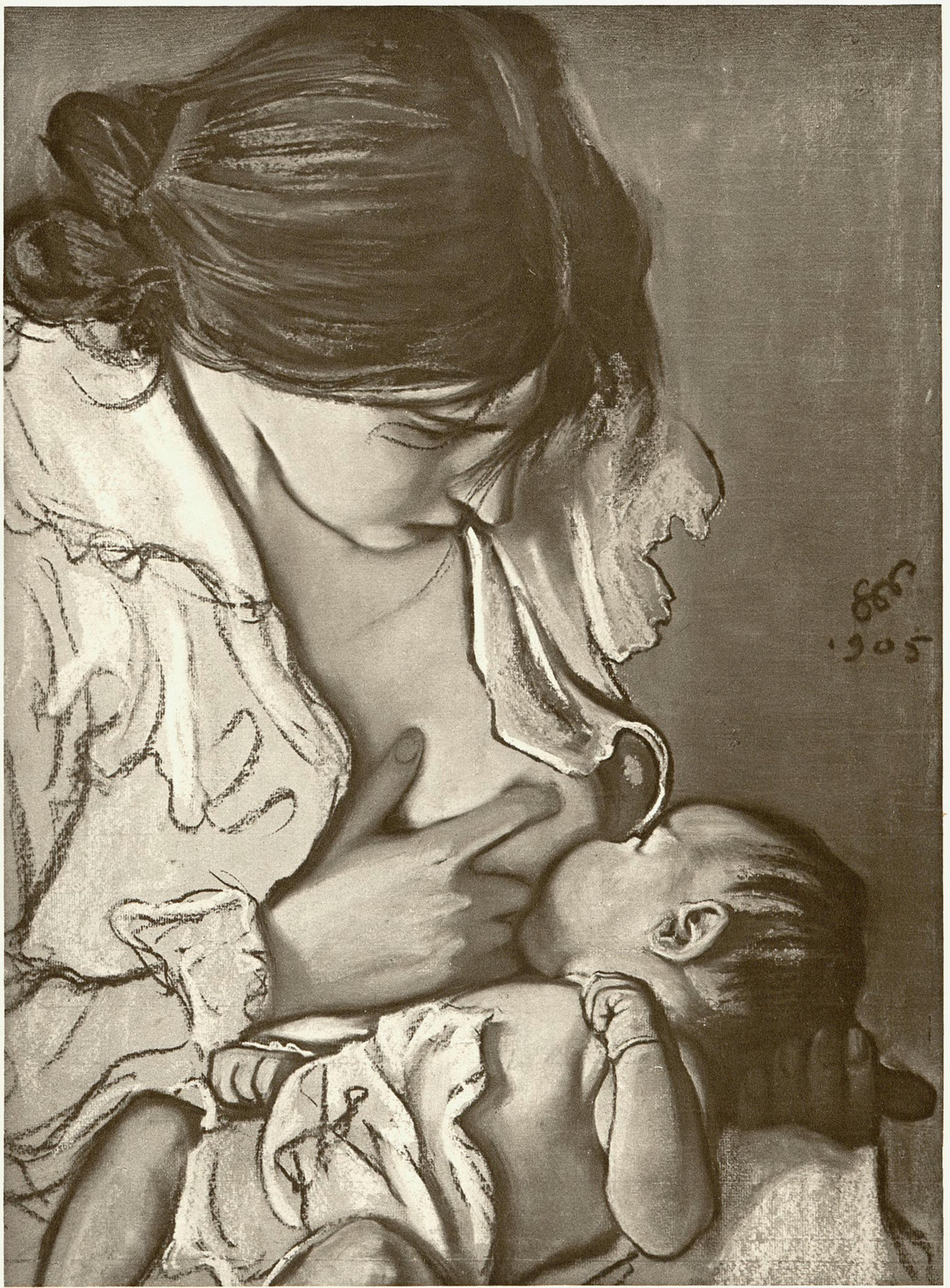
Obraz Stanisława Wyspiańskiego Macierzyństwo (1905).

Urodziła się w rodzinie lekarza Stanisława Pareńskiego i Elizy z domu Mühleisen, siostra Adama (1881–1885), Marii, Elizy i Jana (1889–1919). Na chrzcie świętym otrzymała imiona Zofia Maria Stanisława, jej matką chrzestną była Maria Mühleisen, a ojcem chrzestnym Stanisław Domański (mąż Antoniny Domańskiej – będącej pierwowzorem Radczyni z Wesela). Jej postać również pojawiła się w Weselu jako Zosia.  
Od młodości miała wielu adoratorów, np. poeta Artur Górski dedykował jej swoje wiersze, zabiegał też o nią Adam Rydel, młodszy brat Lucjana, oraz Edward Żeleński. Gdy miała 16 lat, oświadczył jej się Tadeusz Żeleński – zaręczyli się oficjalnie 1 maja 1903 r. Nie została dobrze przyjęta przez rodzinę męża, która uważała jej niepochodzącą ze szlachty rodzinę za niewłaściwą dla ich syna. 7 czerwca 1904 r. w kościele św. Mikołaja w Krakowie wyszła za Tadeusza Żeleńskiego. Mieli jedno dziecko - syna Stanisława (ur. 23 lutego 1905 w Krakowie, zm. 3 grudnia 1981). Była portretowana przez malarzy Stanisława Wyspiańskiego, m.in. w 1905 r. na obrazie Macierzyństwo (Zofia Żeleńska karmiąca) razem ze swym trzymiesięcznym synem, oraz przez Stanisława Ignacego Witkiewicza.   
Kiedy w 1905 r. powstał kabaret literacki Zielony Balonik, Zofia i jej siostra Eliza robiły dekoracje do przedstawień i szyły kostiumy. Żeleńska wspierała też decyzję męża o zaangażowaniu się w kabaret w roli autora i o porzuceniu kariery lekarskiej. Zofia pomagała też mężowi w pracy przy tłumaczeniach literatury francuskiej: redagowała i robiła korekty, a nawet bywała współautorką przekładu. 

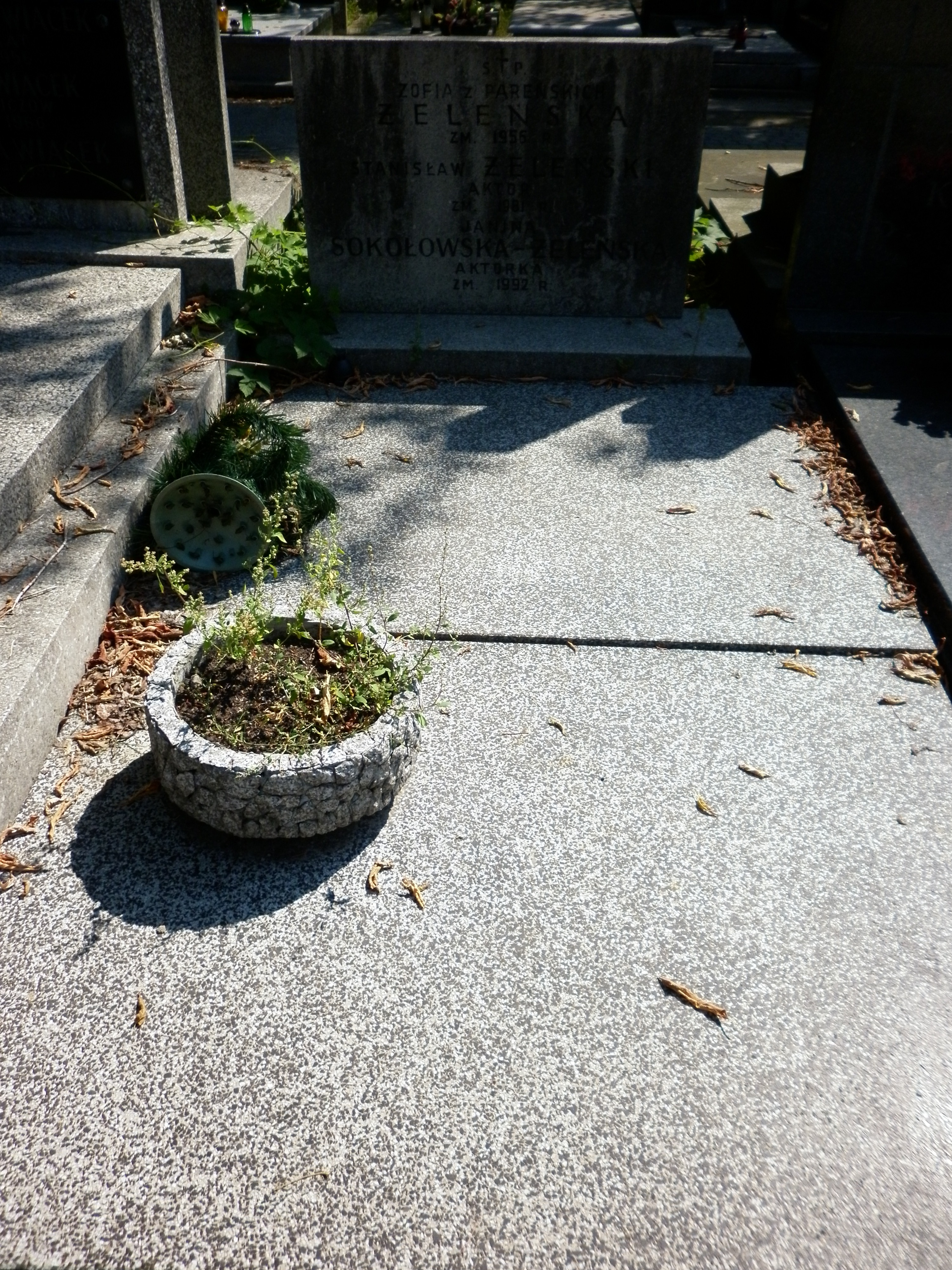
Grobowiec Zofii oraz Stanisława i Janiny Żeleńskich na cmentarzu Powązkowskim

Po 1910 r. i romansie męża z Jadwigą Mrozowską, Żeleńska pozwala mężowi na utrzymywanie relacji pozamałżeńskich, jednocześnie nawiązując oficjalnie romans z Rudolfem Starzewskim, a potem z Witkacym.  
Latem 1922 r. małżonkowie podjęli decyzję o przeprowadzce do Warszawy, gdzie Żeleńska kontynuowała tradycję salonu matki. W ich domu bywali m.in. Maria Pawlikowska-Jasnorzewska, Antoni Słonimski, Franciszek Fiszer czy Stefan Ossowiecki. W latach 30., gdy publicystyka Boya budziła sprzeciw konserwatystów, zdecydowanie wspierała męża, a nawet spała z pistoletem pod poduszką na wypadek napaści na dom. 
We wrześniu 1939 r. rozdzielili się z mężem, gdy znajomy zaproponował jej miejsce w aucie zamiast jazdy pociągiem ewakuacyjnym. Podczas gdy Boy trafił do Lwowa, Żeleńska ostatecznie wróciła do Warszawy. W okresie okupacji sprzedawała książki i ciasta, a ich mieszkanie stało się punktem kontaktowym Armii Krajowej, a także miejscem organizacji tajnych kompletów. W 1940 r. udzielała gościny m.in. niedawnej kochance męża Irenie Krzywickiej. W czasie sowieckiej okupacji Lwowa Boy wspierał żonę finansowo, ale po zajęciu miasta przez Niemców został rozstrzelany, o czym Żeleńska dowiedziała się dopiero wiosną 1942 r.
W latach 1942–1944 porządkowała i przepisywała rękopisy męża, ale uległy one zniszczeniu wraz z całym mieszkaniem w czasie powstania warszawskiego. Po ewakuacji ludności cywilnej z Warszawy krótko przebywała w Krakowie u wdowy po Stanisławie Żeleńskim i w Łodzi, gdzie dostała kwaterunek w jednej z dwóch kamienic oddanych literatom, po czym powróciła do Warszawy. Do ostatnich dni opiekowała się spuścizną męża, walcząc o wydanie Biblioteki Boya, o prawa autorskie męża, negocjując z wydawcami wznowienia i publikację nieznanych utworów, przy tym nie zgadzając się na odstępstwa od oryginałów. Udzielała się przy przyczynkach do biografii męża, ale zawsze odmawiała rozmowy na tematy osobiste. Za pracę nad spuścizną literacką męża i współpracę w jego niespożytym wysiłku literackim w 1945 r. otrzymała Nagrodę Ministra Kultury i Sztuki.  
Zmarła w Warszawie 13 maja 1956 r. – przypuszczalnie na raka płuc i została pochowana 16 maja 1956 na cmentarzu Powązkowskim, gdzie spoczął także jej syn i synowa (kwatera 154b-2-22).